# Las Cañas (Cerro Largo)
Las Cañas – ou Caserío Las Cañas – est une localité uruguayenne du département de Cerro Largo.

## Localisation
La localité se situe dans la partie centre-est du département de Cerro Largo, à proximité de l' arroyo de Las Cañas. On y accède par un chemin vicinal depuis la route 26, à hauteur du kilomètre 32 du tronçon qui relie la ville de Melo à celle de Río Branco.

## Population
| 2004 | 2011 |
| ---- | ---- |
| 93   | 72   |

## Source
- (es) Cet article est partiellement ou en totalité issu de l’article de Wikipédia en espagnol intitulé « Las Cañas (Cerro Largo) » (voir la liste des auteurs).